# Germán Ré
Germán David Ré (Villa Gobernador Gálvez, 2 novembre 1981) è un ex calciatore argentino, di ruolo difensore.

## Carriera
Con la nazionale argentina ha preso parte al Superclásico de las Américas 2011.